# Puig de ses Formigues
El Puig de ses Formigues és una muntanya de 91 metres que es troba al municipi de Cadaqués, a la comarca catalana de l'Alt Empordà.